# Economie circulară
Economia circulară este o economie industrială care este creată cu scopul de a permite reciclarea sau refolosirea materialelor și în care ciclul materialelor este de două feluri: ciclul biologic, unde procesele acționează astfel încât componentele reintră în biosferă fără efecte negative; iar al doilea ciclu este cel tehnic, unde componentele sunt folosite foarte eficient și nu intră în biosferă.

## Obiectiv
Termenul se referă la mai mult decât producția și consumul de bunuri și servicii, include atât trecerea de la folosirea combustibililor fosili către folosirea energiei regenerabile, cât și rolul diversității ca o caracteristică a sistemelor reziliente și productive. De asemenea, include discuția despre rolului banilor și a finanțelor ca parte a unei dezbateri mai largi și unii dintre pionerii ei au făcut apel la modernizarea metodelor de măsurare a performanțelor economice.

## Crearea cadrului circular
În raportul de cercetare pentru Comisia Europeană numit „Potențialul de a Substitui Forța de Lucru Umană pentru Energie" (în engleză „The Potential for Substituting Manpower for Energy”, 1976), Walter Stahel și Genevieve Reday au schițat viziunea unei bucle economice (sau economie circulară) și efectul său asupra creării de locuri de muncă, dar și asupra competitivității economice, a economisirii resurselor și a prevenției risipei. Raportul a fost publicat în 1982 în cartea cu titlul: „Jobs for Tomorrow: The Potential for Substituting Manpower for Energy”.
Considerat ca unul dintre primele centre credibile de susținere și promovare a sustenabilității, principalele țeluri ale institutului lui Stahel sunt extinderea vieții produselor, crearea de bunuri care să dureze toată viața, activitatea de recondiționare și prevenirea risipei. De asemenea, se insistă pe importanța de a vinde servicii în loc de bunuri - numită și „economia serviciilor funcționale” și uneori inclusă în conceptul mai larg de „economie a performanței”, care, de asemenea, promovează activitatea economică la nivel local”.
În mare, abordarea circulară este o arhitectură inspirată de sistemele vii. Abordarea circulară consideră că sistemele create de noi ar trebui să funcționeze ca și organismele, procesând nutrienți, care ulterior pot fi folosiți mai departe în ciclul biologic sau tehnic, de aici apărând termenii de „buclă închisă” ori „regenerativă” asociați deseori cu ea.

## Apariția ideii
Titlul generic de „economie Circulară” a fost vehiculat prima dată de câteva școli de gândire, care toate gravitau în jurul acelorași principii de bază pe care le-au rafinat în feluri diferite. Ideea în sine, care se bazează pe analiza sistemelor vii, nu este nouă și nu poate fi datată cu precizie sau atribuită unui anume autor, dar aplicațiile sale practice la sistemele economice moderne și la procesele industriale a căpătat avânt de la sfârșitul anilor '70, dând naștere la patru mișcări proeminente descrise în continuare. Ideea fluxului de materiale în mod circular ca model economic a fost prezentată de către Kenneth E. Boulding în lucrarea sa „The Economics of the Coming Spaceship Earth”. Economia circulară a fost promovată la nivel de strategie națională în China în al 11-lea plan cincinal, care a început în 2006. Fundația Ellen MacArthur, o organizație caritabilă independentă fondată în anul 2010, a subliniat mai recent oportunitatea economiei circulare. Ca parte a misiunii sale educative, fundația s-a străduit să unească diferitele școli de gândire complementare și să creeze un cadru unitar, lărgind astfel interesul pentru concept.

## Principii de bază

### Deșeul ca materie primă
Deșeuri nu există: componentele biologice și tehnice ale unui produs sunt proiectate cu scopul de a se încadra într-un ciclu material unde pot fi desfăcute/dezasamblate și folosite în alte scopuri. Componentele biologice nu sunt toxice și pot fi descompuse natural. Componentele tehnice: plastice, polimeri, aliaje, sticlă și alte materiale create de mâna omului sunt astfel proiectate încât să poate fi refolosite fără efort și cu consum minim de energie,

### Importanța diversității
Prioritare într-o lume incertă și în continuă evoluție sunt capacitățile de a fi modular, versatil și adaptabil. Sistemele variate cu multe legături și balanțe sunt mai reziliente în cazul șocurilor externe decât sistemele create numai pentru eficiență.

### Energia din surse regenerabile
Orice sistem trebuie să aibă scopul de a funcționa și de a genera energie prin surse regenerabile.

### Gândire la nivel de sistem
Capacitatea de a înțelege cum părțile interacționează și se influențează într-un întreg este esențială.